# Finkarby
Finkarby är en tätort i Nykvarns kommun. Orten är belägen mellan Södertälje och Strängnäs i norra Sörmland. Finkarby ligger på det smala landområdet mellan Svealandsbanan/E20 och Gripsholmsviken i Mälaren. I närheten ligger Taxinge-Näsby slott. I Finkarby finns både åretruntboende och sommargäster.

## Befolkningsutveckling
| Befolkningsutvecklingen i Finkarby 1990–2020 | Befolkningsutvecklingen i Finkarby 1990–2020 | Befolkningsutvecklingen i Finkarby 1990–2020 | Befolkningsutvecklingen i Finkarby 1990–2020 | Befolkningsutvecklingen i Finkarby 1990–2020 |
| -------------------------------------------- | -------------------------------------------- | -------------------------------------------- | -------------------------------------------- | -------------------------------------------- |
|                                              |                                              |                                              |                                              |                                              |
| År                                           |                                              |                                              | Folkmängd                                    | Areal (ha)                                   |
| 1990                                         | 1990                                         |                                              | 164                                          | 52#                                          |
| 1995                                         | 1995                                         |                                              | 174                                          | 54#                                          |
| 2000                                         | 2000                                         |                                              | 200                                          | 54                                           |
| 2005                                         | 2005                                         |                                              | 218                                          | 54                                           |
| 2010                                         | 2010                                         |                                              | 214                                          | 53                                           |
| 2015                                         | 2015                                         |                                              | 220                                          | 57                                           |
| 2020                                         | 2020                                         |                                              | 220                                          | 66                                           |
| Anm.: Ny tätort 2000 # Som småort.           |                                              |                                              |                                              |                                              |